# 富蘭克林鎮區 (印地安納州格蘭特縣)
富蘭克林鎮區（英語：Franklin Township）是位於美國印地安納州格蘭特縣的一個行政鎮區。

## 地方資料
根據2010年美國人口普查的數據，富蘭克林鎮區的面積為93.40平方千米，當中陸地面積為93.40平方千米，而水域面積為0.00平方千米。當地共有人口7211人，而人口密度為每平方千米77.21人。